# Stadion Sv. Nikola
Stadion Sv.Nikola nalazi se u Splitu, u velikom kompleksu splitske ratne luke Lora.
Oko igrališta je postavljena tartan staza za potrebe atletike i drugih priredbi, uglavnom vojnih.
Sa zapadne strane izgrađene su tribine na kojima se može smjestiti 2000 gledatelja, a ima 80 sjedećih mjesta. Stadion nema rasvjetu pa se sve utakmice i ostale priredbe, za sada, moraju održavati po danu.
Stadion je u aktivnoj uporabi, a na njemu svoje utakmice igra nogometni klub Krilnik, koji ima i svoju školu nogometa sa svim školskim uzrastima - mlađi i stariji pioniri, kadeti, juniori, te seniorska momčad koja nastupa u 1. županijskoj ligi Splitsko-dalmatinske županije.
Na terenu, iza nogometnih vrata, postavljena su i nova vrata za igranje ragbija.
Teren je popravljen pred sezonu 2007/08.